# Sheoganj
Sheoganj là một thành phố và khu đô thị của quận Sirohi thuộc bang Rajasthan, Ấn Độ.

## Địa lý
Sheoganj có vị trí 25°09′B 73°04′Đ / 25,15°B 73,07°Đ Nó có độ cao trung bình là 260 mét (853 feet).

## Nhân khẩu
Theo điều tra dân số năm 2001 của Ấn Độ, Sheoganj có dân số 24.785 người. Phái nam chiếm 52% tổng số dân và phái nữ chiếm 48%. Sheoganj có tỷ lệ 67% biết đọc biết viết, cao hơn tỷ lệ trung bình toàn quốc là 59,5%: tỷ lệ cho phái nam là 77%, và tỷ lệ cho phái nữ là 56%. Tại Sheoganj, 16% dân số nhỏ hơn 6 tuổi.